# Salvador Mejía
Salvador Mejía Alejandre (ur. 12 lutego 1961 roku w Toluca) – meksykański producent filmowy.

## Wybrana filmografia
- 1992: María Mercedes
- 1997: Esmeralda
- 1998: Paulina
- 1999: Rosalinda
- 2000: W niewoli uczuć
- 2003: Zaklęte serce
- 2010-2011: Triumf miłości
- 2012-2013: Qué bonito amor
- 2013: Burza